# Anno Domini – Biblii ciąg dalszy
Anno Domini – Biblii ciąg dalszy (ang. A.D.: The Bible Continues) – amerykański serial telewizyjny (biblijny, dramat historyczny) wyprodukowany przez Lightworkers Media. Twórcami serialu są Roma Downey i Mark Burnett na podstawie Biblii. A.D.: The Bible Continues był emitowany od 5 kwietnia 2015 do 21 czerwca 2015 przez NBC. Serial jest kontynuacją miniserialu Biblia.
3 lipca 2015 stacja NBC ogłosiła anulowanie serialu po pierwszym sezonie.
W Polsce serial był emitowany od 11 września do 4 grudnia 2015 przez TVP1, a od 21 października 2018 do 31 marca 2019 przez Polsat Rodzina.

## Fabuła
Serial opowiada wydarzenia biblijne, które dzieją się po ukrzyżowaniu Jezusa.

## Obsada
- Juan Pablo Di Pace jako Jezus Chrystus
- Adam Levy jako Piotr
- Richard Coyle jako Józef Kajfasz
- Vincent Regan jako Poncjusz Piłat
- James Callis jako Herod Antypas
- Greta Scacchi jako Maria z Nazaretu
- Babou Ceesay jako Jan Ewangelista
- Chipo Chung jako Maria Magdalena
- Will Thorp jako Korneliusz
- Emmett J. Scanlan jako Paweł z Tarsu
- Jodhi May jako Leah, żona Józefa Kajfasza
- Joanne Whalley jako Klaudia Prokula, żona Poncjusza Piłata
- Ken Bones jako Annasz syn Setiego
- Kevin Doyle jako Józef z Arymatei
- Helen Daniels jako Maya, córka Piotra Apostoła
- Fraser Ayers jako Szymon Apostoł
- Andrew Gower jako Kaligula
- Claire Cooper jako Herodiada
- Chris Brazier jako Ruben
- Jóhannes Haukur Jóhannesson jako Tomasz Apostoł
- Kenneth Collard jako Święty Barnaba
- Pedro Lloyd Gardiner jako Mateusz Ewangelista
- Denver Isaac jako Jakub Większy Apostoł, brat Jana Ewangelisty
- George Georgiou jako Booz
- Farzana Dua Elahe jako Joanna
- Joe Dixon jako Filip
- Jim Sturgeon jako Chuza
- Marama Corlett jako Tabitha
- Alastair Mackenzie jako Jakub Sprawiedliwy
- Kenneth Cranham jako Tyberiusz
- Reece Ritchie jako Szczepan
- Stephen Walters jako Szymon Mag
- Michael Peluso jako Herod Agryppa I
- Struan Rodger jako Gamaliel
- Nicholas Sidi jako Ananiasz z Damaszku
- Peter De Jersey jako Ananiasz, mąż Safiry
- Indra Ové jako Safira
- Colin Salmon jako Gabra the Ethopian
- Francis Magee jako Levi
- John Benfield jako Yitzhak
- John Ioannou jako Melek
- Lex Shrapnel jako Jonathan, syn Ananiasza z Damaszku

## Odcinki
| Seria | Seria | Odcinki | Oryginalna emisja | Oryginalna emisja | Oryginalna emisja | Oryginalna emisja | Oryginalna emisja |
| Seria | Seria | Odcinki | Premiera serii    | Finał serii       | Premiera serii    | Finał serii       |                   |
| ----- | ----- | ------- | ----------------- | ----------------- | ----------------- | ----------------- | ----------------- |
|       | 1     | 12      | 5 kwietnia 2015   | 21 czerwca 2015   | 11 września 2015  | 4 grudnia 2015    |                   |

### Sezon 1 (2015)
| #  | Tytuł                | Reżyseria       | Scenariusz      | Premiera (NBC)   | Premiera (TVP1)      |
| -- | -------------------- | --------------- | --------------- | ---------------- | -------------------- |
| 1  | The Tomb Is Open     | Ciaran Donnelly | Simon Block     | 5 kwietnia 2015  | 11 września 2015     |
| 2  | The Body Is Gone     | Ciaran Donnelly | Simon Block     | 12 kwietnia 2015 | 18 września 2015     |
| 3  | The Spirit Arrives   | Ciaran Donnelly | Andy Rattenbury | 19 kwietnia 2015 | 25 września 2015     |
| 4  | The Wrath            | Tony Mitchell   | Ben Newman      | 26 kwietnia 2015 | 2 października 2015  |
| 5  | The First Martyr     | Tony Mitchell   | Ben Newman      | 3 maja 2015      | 9 października 2015  |
| 6  | The Persecution      | Tony Mitchell   | Damian Wayling  | 10 maja 2015     | 16 października 2015 |
| 7  | The Visit            | Brian Kelly     | Andy Rattenbury | 17 maja 2015     | 23 października 2015 |
| 8  | The Road to Damascus | Brian Kelly     | Damian Wayling  | 24 maja 2015     | 30 października 2015 |
| 9  | Saul's Return        | Rob Evans       | Tom Grieves     | 31 maja 2015     | 6 listopada 2015     |
| 10 | Brothers In Arms     | Rob Evans       | Rachel Anthony  | 7 czerwca 2015   | 20 listopada 2015    |
| 11 | Rise Up              | Paul Wilmshurst | Ben Newman      | 14 czerwca 2015  | 27 listopada 2015    |
| 12 | The Abomination      | Paul Wilmshurst | Tom Grieves     | 21 czerwca 2015  | 4 grudnia 2015       |

## Produkcja
17 grudnia 2013 NBC zamówiła serial, którego emisja była zaplanowana na midseason.